# Javier Beirán
Javier Beirán Amigo (Madrid, 22 de mayo de 1987), es un exjugador de baloncesto español que disputó 17 temporadas como profesional. Con 2,00 metros de estatura, jugaba en la posición de alero. Fue campeón mundial con España en 2019 y es hijo del también exjugador de baloncesto José Manuel Beirán, medallista de plata en Los Ángeles 1984.

## Trayectoria

### Inicios
Comenzó jugando al baloncesto en su colegio Nuestra Señora del Recuerdo. Posteriormente, jugó seis años en las categorías inferiores del Real Madrid antes de llegar al MMT Estudiantes, donde juega un año en el filial estudiantil de la Liga EBA. 

### Profesional
En 2006 sube al primer equipo del Estudiantes, jugando cuatro temporadas. 
En 2010 ficha por el CB Gran Canaria, donde también milita cuatro temporadas, y se convierte en uno de los jugadores más representativos del club.
En 2014 ficha por el CB Canarias, equipo en el que ofrece el mejor baloncesto de su carrera, pese a que en diciembre de 2016, sufre una rotura parcial del cruzado que le hace perderse lo que restaba de temporada. Con el conjunto canarista, logra en 2017 la Basketball Champions League y la Copa Intercontinental FIBA.
Después de cinco temporadas en el Iberostar Tenerife, siendo la última de ellas elegido en el segundo quinteto de la Liga ACB, en junio de 2019 vuelve al Herbalife Gran Canaria, firmando un contrato de dos años.
Después de 11 años jugando en las Islas Canarias, el 3 de agosto de 2021 firma con el CB Estudiantes para disputar la Liga LEB Oro en la temporada 2021-22.
El 27 de septiembre de 2022, se confirma su fichaje por el Carplus Fuenlabrada de la Liga Endesa.
El 9 de febrero de 2023, firma por el Saint-Quentin BB de la LNB Pro B (segunda división de baloncesto profesional de Francia) proclamándose campeones al final de temporada y logrando el ascenso a la LNB Pro A (primera división francesa).
El 26 de junio de 2025 y tras dos temporadas sin equipo en las que solo jugó en la modalidad 5x5, el jugador madrileño decidió colgar las botas y poner fin a una trayectoria de 17 años en activo.

### Selección nacional
En 2007, forma parte de la selección española júnior que logra la plata en el EuroBasket Sub-20.
Tras ser convocado anteriormente y no poder debutar por lesión, el 23 de febrero de 2018, se estrena con la selección española absoluta, aportando 13 puntos (4/4 triples) y 3 rebotes en el partido oficial de clasificación para el Mundial 2019 frente Bielorrusia. En el Mundial de 2019 resulta campeón del mundo, siendo junto con Quino Colom y Xavi Rabaseda tres de los jugadores importantes en la fase de clasificación para el mundial que fueron parte de los 12 jugadores seleccionados por Sergio Scariolo.

## Vida personal
Junto con su padre José Manuel Beirán, es una de las cinco sagas, padre e hijo en ser internacionales por España. Las otras tres son Josep Maria Jofresa y sus hijos Rafael Jofresa y Tomás Jofresa, Pepe Laso y Pablo Laso y Josep Maria Soler y Jordi Soler y los Aldama, Santi Aldama y Santi Aldama.
Es licenciado en Administración y Dirección de Empresas por la Universidad Autónoma de Madrid y graduado en Periodismo por la Universidad de La Laguna.[cita requerida]
Tiene uno de los campus más grandes de España (el Campus Javi Beirán) con más de 1000 niños que tiene lugar en La Gomera y Tenerife.[cita requerida]